# Lappula granulata
Lappula granulata là loài thực vật có hoa trong họ Mồ hôi. Loài này được (Krylov) Popov mô tả khoa học đầu tiên năm 1953.